# Oranje spitskopmot
De oranje spitskopmot (Ypsolopha lucella) is een nachtvlinder uit de familie Ypsolophidae. De vlinder komt verspreid over Europa en het Nabije Oosten voor.

## Waardplant
De oranje spitskopmot heeft de eik als waardplant.

## Voorkomen in Nederland en België
De oranje spitskopmot is in Nederland en in België een schaarse soort, die verspreid over het hele gebied kan worden waargenomen. De soort kent één generatie, die vliegt van eind juni tot in september.